# Vultures 3
Pour les articles homonymes, voir Vulture (homonymie).
Albums de ¥$
Vultures 2
Albums de Kanye West
Vultures 2
(2024)
Albums de Ty Dolla $ign
Vultures 2
(2024)
Vultures 3 est le troisième et dernier album studio du supergroupe américain de hip-hop ¥$, composé du rappeur Kanye West et du chanteur Ty Dolla Sign. La sortie de manière indépendante de l’album était prévue pour le 5 avril 2024 mais n'a pas de nouvelle date de sortie.
Le projet Vultures 3 est actuellement suspendu dû aux recentes controverses liées à Kanye West, Ty Dolla $ign ne souhaite plus collaborer avec Ye.

## Historique
Le 23 janvier 2024, Kanye a révélé que Vultures sortirait sous forme de trilogie, le premier étant sorti en février, le deuxième prévu le 8 mars et le troisième le 5 avril.
Après que l'album ne soit pas sorti à sa date de sortie prévue le 8 mars, Kanye a annoncé via un message privé Instagram que Vultures 2 était toujours en préparation car lui et Ty Dolla Sign étaient toujours « dans le laboratoire » repoussant ainsi la sortie du dernier volume de la trilogie.
Le 10 février 2024 l'album Vultures 1 de ¥$ (Kanye West, Ty Dolla $ign)  fut finalement révélé au grand public.
Le 8 mars, Kanye West et Ty Dolla Sign ont organisé une soirée privée d'écoute de Vultures 2 avec certaines musiques de Vultures 3.
Le 10 mars 2024, Kanye a déclaré sur Instagram qu'il vendrait Vultures 2 sur le site web Yeezy pour 20 $ au lieu de le publier sur les plateformes de streaming comme Vultures 1. Vultures 3 devrai sortir de la même manière que son album prédécesseur.
Le 9 avril 2024 la pochette est publiée sur Reddit sous 2 versions avec 2 colories différents.
Après plusieurs annulations de la sortie de Vultures 2 , l'album fit finalement le jour aux yeux de tous le 3 août 2024 avec à l'origine 16 chansons.
Le 9 août 2024 Vultures 2 fut presque entièrement mis à jour et 5 nouvelles chansons furent ajouté à la version Deluxe de l'album (Chaque chanson était vendu 4.99$ en digital avec l'album Vultures 2 inclus sur le site web Yeezy.) Les 5 chansons de la version Deluxe sont : Take Off Your Dress, Believer, Drunk, Gun To My Head, Can U Be.
Kanye West a publié sur son site le merch qui sera disponible dès la sortie de l'album.
Aucune information n'est disponible concernant Vultures 3 actuellement.

## Liste potentiel des titres
La liste potentiel des titres qui ont été joués lors des listening partyet qui vont sortir dans la trilogie Vultures.
| No | Titre          | Durée |
| -- | -------------- | ----- |
| 1. | Love Love Love |       |
| 2. | Motion         |       |
| 3. | Codeine        |       |